# Goidești
Goidești – wieś w Rumunii, w okręgu Buzău, w gminie Brăești. W 2011 roku liczyła 401 mieszkańców.